# Vittorio Malingri
Vittorio Malingri, né le 19 mai 1961 à Milan, est un navigateur et skipper professionnel italien. Il est le premier Italien à participer au Vendée Globe et est considéré comme un «Maître de la Mer» par une génération d'amoureux de l'aventure et de la voile au large.

## Biographie

### Jeunesse
Fils de Franco Malingri et petit-fils de Doi, un pionnier italien de la voile océanique moderne, Vittorio est né à Milan et est l'aîné de trois frères, Enrico et Francesco. Depuis l'enfance, la lecture d'auteurs tels que Emilio Salgari, Jules Verne et Alexandre Dumas. Sa famille très sportive a toujours impliqué Vittorio et ses frères en leur confiant des responsabilités, a inspiré son rêve d'explorer le monde et de vivre une vie dédiée à la grande aventure et au contact avec la nature.
Vittorio navigue en Méditerranée depuis l'âge de 5 ans sur le légendaire CS&RB (un ketch de 15,25 m) de Doi, avec lequel Doi et Franco  participent à la première édition en 1973 de la  Whitbread Round the World Race, une course autour du monde avec un équipage qu'ils terminent à la 8e place. Alors qu'il n'ést encore qu'un garçon, il les aide dans leurs derniers préparatifs et les regarde partir: se sentant à la fois ravi et déçu de devoir rester à terre. Il se promet qu'un jour il sera meilleur qu'eux et il commence à économiser son argent pour son premier bateau.

### Carrière sportive
En 1980, il commence à concevoir et à construire la série à succès Moana. Alors qu'il n'a que 20 ans, il est le premier à organiser un centre de voile à Cayo Largo del Sur, Cuba. D'autres futurs protagonistes de la voile océanique italienne y ont également travaillé, comme Giovanni Soldini.
Après Cuba, il part aux Bahamas, pendant deux ans, où il organise des sorties en bateaux et travaille dans le tourisme nautique. Pendant ce temps, lors de ses brefs voyages en Italie, il commence à construire le bateau pour lequel il mettait de l'argent de côté depuis son plus jeune âge: un Moana 33 'qu'il a appelé le  Huck Finn héros de Tom Sawyer  qui vivait libre comme le vent sur les rives du Mississippi.

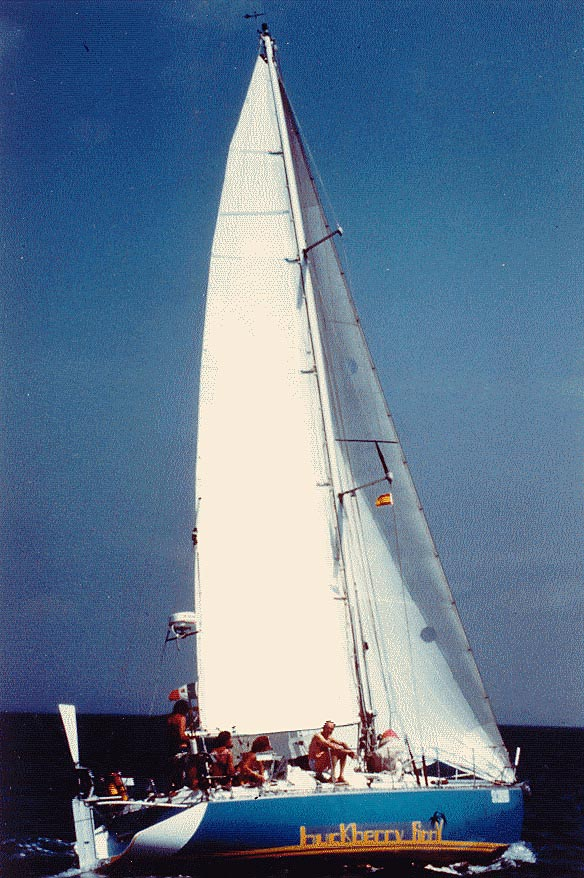
Hucklberry Finn, son premier voilier.

En 1988, il s'inscrit pour participer à l'Ostar, la course transatlantique en solitaire: la première de ses rêves. Il s'est qualifié et est parti pour l'Angleterre avec son ami Luca et Anna, une fille qu'il venait de rencontrer. Malheureusement, lors d'une tempête, le bateau a chaviré sur la côte espagnole juste après le détroit de Gibraltar. Le bateau est échoué, endommagé par les falaises rocheuses, mais intact. Après une remontée tumultueuse des pentes d'une colline, il fait réparer son bateau, mais pas à temps pour se rendre à Plymouth pour le départ de la course. La même année il se marie avec Anna, peu de temps après nait Manuele. Vittorio a vit avec sa famille à Valdichiascio, une petite ferme près de Gubbio, en Ombrie qui est devient sa base terrestre.
En 1989, il part avec sa femme et son fils, qui n'a que quelques mois, faire le tour du monde. Dans les Caraïbes, il entend une annonce pour le Vendée Globe, une régate autour du monde en solitaire sans escale et sans assistance, et Vittorio retourne sa proue et rentre chez lui. Il vend le bateau et avec l'argent. En 1991, il conçoit et commence à construire le Moana 60, le premier 60 pieds IMOCA d'Italie. Avec le soutien étroit de sa famille et de ses amis, et également grâce au soutien économique de son père, il termine le bateau dans le chantier naval familial. Pendant ce temps, Nico est né, son deuxième fils.
En 1992, Vittorio part pour l'Europe 1 Star. Immédiatement après, il est le premier Italien à participer au Vendée-Globe, «L'Everest des mers». Malheureusement, il est contraint de s'arrêter lorsque son gouvernail s'est cassé à 1700 milles du cap Horn, alors qu'il s'apprêtait à prendre la 4e place. Après avoir tenté à plusieurs reprises d'avancer vers le Cap Horn et de terminer la course, il décide de se retirer et de se diriger vers Tahiti, parcourant 2600 milles contre le vent dans le Pacifique Sud, sans gouvernail.

## Palmarès
- 1992
  - 8e de l'Europe 1 Star sur Moana 60
  - Abandon dans le Vendée Globe sur Everlast Neil Pryde Sails

- 1994
  - 2e de Rimini-Corfu-Rimini
  - 2e de la 500 per Due
  - 2e de la Barcolana

- 1995
  - 1er de la Roma per Due en duo avec son frère Enrico

- 1996
  - 1er de la Roma per Due en duo avec son frère Enrico
  - 3e de l'Europe 1 Star en IMOCA (7e au général) sur Anicaflash
  - 2e de la Transat Québec-Saint-Malo en classe 2 sur Anicaflash[2] avec Ellen MacArthur

- 1997
  - 1er de la Roma per Due
  - 3e de Trofeo Zegna
  - 1er de la Corsica per Due

- 1998
  - 1er de la Corsica per Due

- 1999
  - 1er de la Corsica per Due

- 2002
  - 1er de la Roma per Due

- 2003

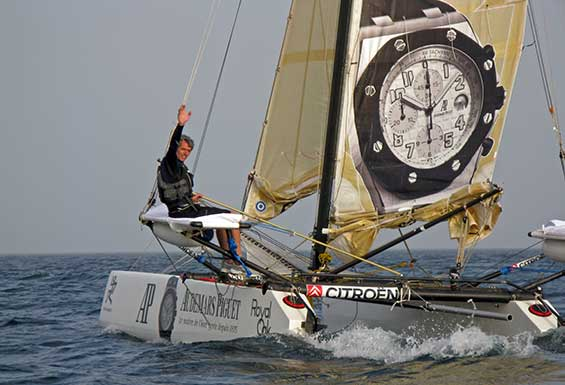
Vittorio Malingri sur Royal Oak.

  - Abandon Transat Jacques-Vabre en ORMA sur TIM Progetto Italia avec Giovanni Soldini[3]

- 2005
  - Abandon Transat Jacques-Vabre en ORMA sur TIM Progetto Italia avec Giovanni Soldini[4]

- 2008
  - Record  de la traversée Dakar-Guadeloupe en solitaire en 13 j 17 h sur catamaran de 20 pieds Royal Oak[5]